# Liber ad milites templi de laude novae militiae
El Liber ad milites templi de laude novae militiae (en español: Libro a los caballeros templarios. Elogio de la nueva milicia), a menudo abreviado como De laude novae militiae, es una obra escrita por San Bernardo de Claraval (1090 - 1153). Su propósito principal fue apoyar la labor de la entonces recién creada Orden del Temple.

## Orígenes
Hugo de Payans, primer Maestre de la Orden del Temple, había solicitado de San Bernardo de Claraval, reformador del Císter, que le escribiera algo reconfortante para sus caballeros templarios ante la difícil situación en que vivían, en que, por una parte defendían la Cristiandad pero, por otra, lo hacían derramando sangre lo que, en principio, iba contra las Mandamientos. 
Aunque Bernardo de Claraval se hizo de rogar (hasta tres veces se lo pidieron), finalmente la obra fue redactada hacia 1129-1130.

## Contenido
Se pueden diferenciar claramente dos partes en el contenido del libro:
- En la primera parte (capítulos I-V), describe la misión del templario, justificando la existencia de monje-guerrero. Al defender los intereses de Cristo, si matan, no incurren en pecado alguno porque matan a un enemigo de Cristo; y si mueren son mártires porque mueren por Cristo.
- En la segunda parte (capítulos VI-XIII), realiza una descripción geográfica de Tierra Santa y de los lugares sagrados para la Cristiandad, entrelazado de infinidad de citas bíblicas que demuestran el imperio intelectual de San Bernardo de Claraval.

### Estructura del libro
El libro se presenta estructurado en trece capítulos además de una admonición y prólogo iniciales:
| Caput/Capítulo | Latín                              | Español                                      |
| -------------- | ---------------------------------- | -------------------------------------------- |
| I              | De laude novae militia             | Elogio a la nueva milicia                    |
| II             | De militia saeculari               | La milicia secular                           |
| III            | De Militibus Christi               | La nueva milicia                             |
| IV             | De conversatione Militum Christi   | La vida de los Caballeros Templarios         |
| V              | De Templo                          | El Templo                                    |
| VI             | De Bethlehem                       | Belén                                        |
| VII            | De Nazareth                        | Nazaret                                      |
| VIII           | De monte Oliveti et valle Josaphat | El Monte de los Olivos y el Valle de Josafat |
| IX             | De Jordane                         | El Jordán                                    |
| X              | De loco Calvariae                  | El Calvario                                  |
| XI             | De Sepulcro                        | El Sepulcro                                  |
| XII            | De Bethphage                       | Betfagé                                      |
| XIII           | De Bethania                        | Betania                                      |